# Enver Mehmedagić
Enver Mehmedagić (Zagreb, 29. listopada 1929.) je hrvatski, talijanski i španjolski književnik.

## Životopis
Otac Junus Mehmedagić mu je bio dužnosnik u NDH, guverner Hrvatske Državne Banke. U Zagrebu je pohađao pučku školu i gimnaziju do 5. razreda. Nakon što je NDH pala 1945. godine odnosno dolaskom komunista na vlast zabranjeno mu je daljnje školovanje. Godine 1945., Mehmedagić s majkom pokušava prijeći granicu i pridružiti se ocu u progonstvu ali im ne uspijeva, te provode nekoliko mjeseci u zatvorima u Ljubljani i Zagrebu. Godine 1947. bijeg im uspijeva i jer je Jugoslavija tražila izručenje dužnosnika NDH po Italiji, otišao je u Argentinu, gdje je nastavio školovanje. Gimnaziju je završio u Buenos Airesu, zatim je upisao pravni fakultet i doktorirao 1964. godine.
U jednom je razdoblju obnašao dužnost u Izvršnom Vijeću Središnjeg Odbora bosansko-hercegovačkih i sandžačkih Hrvata muslimana u emigraciji. Član je Društva argentinskih književnika. Član je Društva hrvatskih književnika.
Godine 1969., doselio je u Italiju, u Milano, gdje je zatim radio u farmaceutskoj djelatnosti.

## Književno stvaralaštvo
Pisao je pjesme, političke članke i eseje. Surađivao je u svim hrvatskim emigrantskim i iseljeničkim časopisima i publikacijama. U njima je objavljivao svoje pjesme, članke i eseje. Ističe se časopis Republika Hrvatska, te u listovima: Glas sv. Antuna (uređivao ga je pjesnik Ivo Lendić) i Hrvatska, a poslije surađuje i objavljuje u Danici, Hrvatskom glasu, Drini i Obrani.
Godine 1954. godine počinje njegov književni rad. U Buenos Airesu je objavio zbirku pjesama na španjolskom jeziku Reflejos. Već 1957. godine Vinko Nikolić uvrstio ga je u svoju antologiju hrvatskog iseljeničkog pjesništva.
Godine 1967. je u Madridu objavio višejezičnu zbirku pjesama Svjetla i sjene, na hrvatskom, talijanskom i španjolskom jeziku. 

## Djela
- Reflejos, zbirka pjesama na španjolskom, Buenos Aires, 1954.
- Svjetla i sjene, zbirka pjesama na hrvatskom, talijanskom i španjolskom, Madrid, 1967.
- En pos de si, (pjesme na španjolskom) Madrid 1970.

## Nagrade
- 2012.: 2. nagrada Dubravko Horvatić, za poeziju,[4] za ciklus Kosti mrtvih temelj su grada koji je objavljen u Hrvatskome slovu 7. rujna 2012. godine.[5]